# 叶山菱蟹
叶山菱蟹（学名：Parthenope hayamaensis）为菱蟹科菱蟹属的动物。分布于日本，包括南海等海域，生活环境为海水，多栖息于沙石底部。其生存的海拔上限为-65米。